# Quismondo
Quismondo è un comune spagnolo di 1 332 abitanti situato nella comunità autonoma di Castiglia-La Mancia.